# Població econòmicament activa

Població activa als països de l'OCDE (2021)

La població activa és un terme de l'economia que es fa servir per descriure, dins de l'univers de població general però delimitat, el subconjunt de persones amb la capacitat i el desig de treballar. En general, comprèn el subconjunt de població entre els 16 i els 65 anys amb disponibilitat per a treballar (ocupada, aturada i inactiva). En termes més específics, la definició d'aquest subconjunt varia d'acord amb la legislació o convenció de cada país o regió econòmica en relació amb la seva informació demogràfica en general i les seves característiques socials.
|               |           | 2023      | 2022      | 2021      | 2020      | 2015      | 2010      | 2005      |
| Catalunya     | en milers | 6.751,90  | 6.604,10  | 6.471,10  | 6.341,10  | 6.077,70  | 6.189,70  | 5.871,70  |
| Catalunya     | % Espanya | 16,4%     | 16,3%     | 16,2%     | 16,0%     | 15,8%     | 16,0%     | 16,0%     |
| Illes Balears | en milers | 1.042,30  | 1.019,80  | 995,00    | 1.025,50  | 939,30    | 906,00    | 803,80    |
| Illes Balears | % Espanya | 2,5%      | 2,5%      | 2,5%      | 2,6%      | 2,4%      | 2,3%      | 2,2%      |
| País Valencià | en milers | 4.503,10  | 4.397,60  | 4.296,00  | 4.224,80  | 4.098,60  | 4.160,40  | 3.911,30  |
| País Valencià | % Espanya | 10,9%     | 10,8%     | 10,7%     | 10,7%     | 10,6%     | 10,7%     | 10,6%     |
| Total         | en milers | 12.297,30 | 12.021,50 | 11.762,10 | 11.591,40 | 11.115,60 | 11.256,10 | 10.586,80 |
| Total         | % Espanya | 29,8%     | 29,6%     | 29,4%     | 29,2%     | 28,9%     | 29,0%     | 28,8%     |

La taxa d'activitat d'un país és el quocient entre la seva població activa i la població potencialment activa (aquella en edat de treballar). Mesura el grau en què un país està aprofitant la seva força laboral potencial. La importància d'aquesta ràtio, combinada amb la taxa d'atur, mostra l'estat del mercat de treball d'un país. Per exemple, Suïssa és un país amb una alta taxa d'activitat i baix nivell d'atur, mentre que Espanya és tot el contrari, baixa taxa d'activitat i alt nivell d'atur.
|               | 2023  | 2022  | 2021  | 2020  | 2015  | 2010  | 2005  | 2002  |
| ------------- | ----- | ----- | ----- | ----- | ----- | ----- | ----- | ----- |
| Catalunya     | 61,97 | 60,71 | 61,19 | 61,16 | 62,04 | 63,78 | 62,57 | 59,38 |
| Illes Balears | 60,93 | 60,86 | 61,26 | 61,79 | 64,34 | 64,6  | 61,13 | 60,51 |
| País Valencià | 59,5  | 59,41 | 58,18 | 57,56 | 59,19 | 59,93 | 58,87 | 56,87 |
| Total Espanya | 58,83 | 58,4  | 58,53 | 58,19 | 59,43 | 60,25 | 58,08 | 54,95 |